# Rankovce (Slowakije)
Rankovce (Hongaars: Ránk) is een Slowaakse gemeente in de regio Košice, en maakt deel uit van het district Košice-okolie.
Rankovce telt 705 inwoners.